# Gabriel Salvador Adamo
Gabriel Salvador Adamo (* 6. November 1955 in Buenos Aires, Argentinien) ist ein argentinischer Komponist, Musikpädagoge und Chorleiter.

## Leben
Gabriel Salvador Adamo studierte am Conservatorio Superior de Música Manuel de Falla in Buenos Aires bei Roberto García Morillo und Virtú Maragno. Privat studierte er Komposition bei Enrique Cipolla, Klavier bei Rosa Teach, elektronische und elektroakustische Musik bei Ricardo del Farra, Pädagogik, Didaktik, Methodologie, Corporal Expression und Theater bei Adelaida Mangani so wie Marionetten bei Ariel Bufano. Er belegte Kurse bei Francisco Kröpfl, Sergio Hualpa und Emilio Renart. Er ist unterrichtet an der Escuela Nacional de Arte Dramático, dem Instituto Vocacional de Arte Manuel José de Labardén, dem Conservatorio Superior de Música Manuel de Falla, der Escuela de Titriteros des Teatro Municipal General San Martin, der Abteilung Musiktherapie der Fakultät für Psychologie der Universidad Nacional Buenos Aires.

## Werke (Auswahl)
- Luz y oscuridad, sinfonische Impressionen für Orchester, 1987
- La Búsqueda, Suite, 1989–1992
- America, 1992
- Fantasía für Violine, 1996
- Dos movimentos für Streicher, 1998
- La Bruja, Tango für Klavier zu vier Händen. In: Tangos para cuatro manos. Ricordi, 2011 ISMN 979-0-20422-767-9 (Suche im DNB-Portal)
- Klaviertrio op. 5
- Klaviertrio op. 6 OCLC 367536165
- Diez figuras op. 7 nach Texten von José Pedroni
- Saxophonquartett op. 24 I Obertura II Desarrollo III Lento IV Finale[2] OCLC 367536165
- Historias de Litoral op. 33 Transkription für zwei Gitarren von Roberto Auteri

Des Weiteren komponierte er diverse Klavierwerke, Werke für Gitarre, Lieder, Kammermusik, Chormusik und Bühnenmusik für Marionettentheater.